# 奥古斯托·帕切科·弗拉加
奥古斯托·帕切科·弗拉加（Augusto Pacheco Fraga，1988年5月4日—），又被称为古托（Guto），是一名巴西职业足球运动员，司职前锋。现效力于中国足球甲级联赛球队内蒙古中优。

## 俱乐部生涯
古托出身于巴西老牌球队国际青年队，2007年首次进入一队，并在9月2日巴西足球甲级联赛国际客场1比1战平诺蒂卡的比赛中首次代表成年队出场，之后他又先后被租借到累西腓、欧斯特和戈伊亚斯。
2012年3月，古托加盟中国足球甲级联赛球队重庆力帆。